# (5588) Jennabelle
(5588) Jennabelle est un astéroïde de la ceinture principale.

## Nom
L'astéroïde est nommé d'après Jenna Belle Weathers Roman. La citation de nommage est la suivante :

« Jenna Belle Weathers Roman (1911-1992) était la grand-mère du découvreur. Elle a joué un rôle de premier plan dans son éducation et sa poursuite de l'astronomie. »

— 

## Description
(5588) Jennabelle est un astéroïde de la ceinture principale. Il fut découvert le 23 septembre 1990 à l'Observatoire Palomar par Brian P. Roman. Il présente une orbite caractérisée par un demi-grand axe de 2,79 UA, une excentricité de 0,14 et une inclinaison de 12,4° par rapport à l'écliptique.

## Compléments